# Anglic de Grimoard
Anglic Grimoard (v.1320-1388), frère d’Urbain V, vicaire général du diocèse d'Avignon, cardinal-prêtre au titre de Saint-Pierre-aux-Liens, puis cardinal-évêque d’Albano, doyen du collège des cardinaux (1373-1388), dit le cardinal Anglicus (1366-1388).

## Biographie

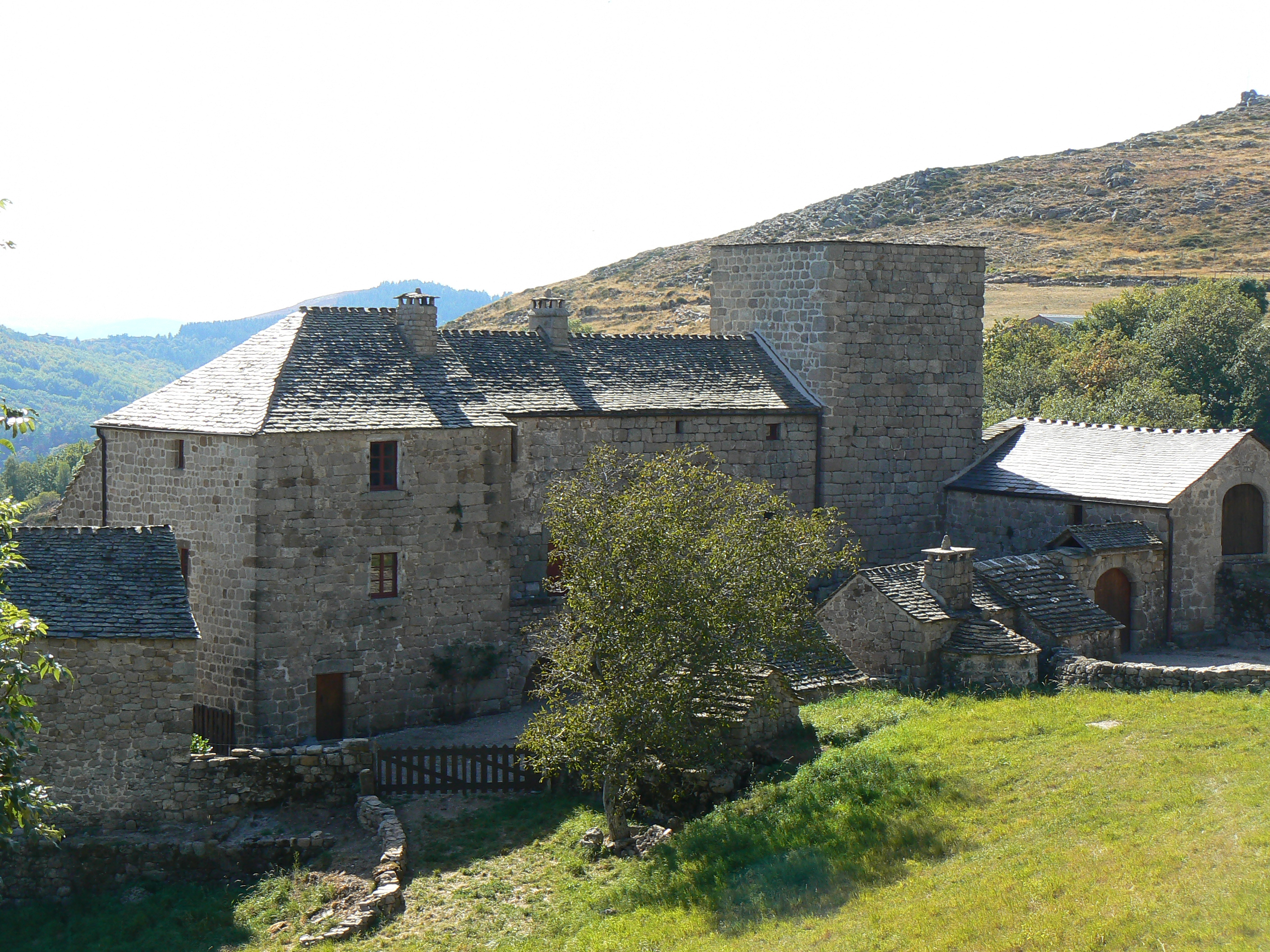
Le château de Grizac

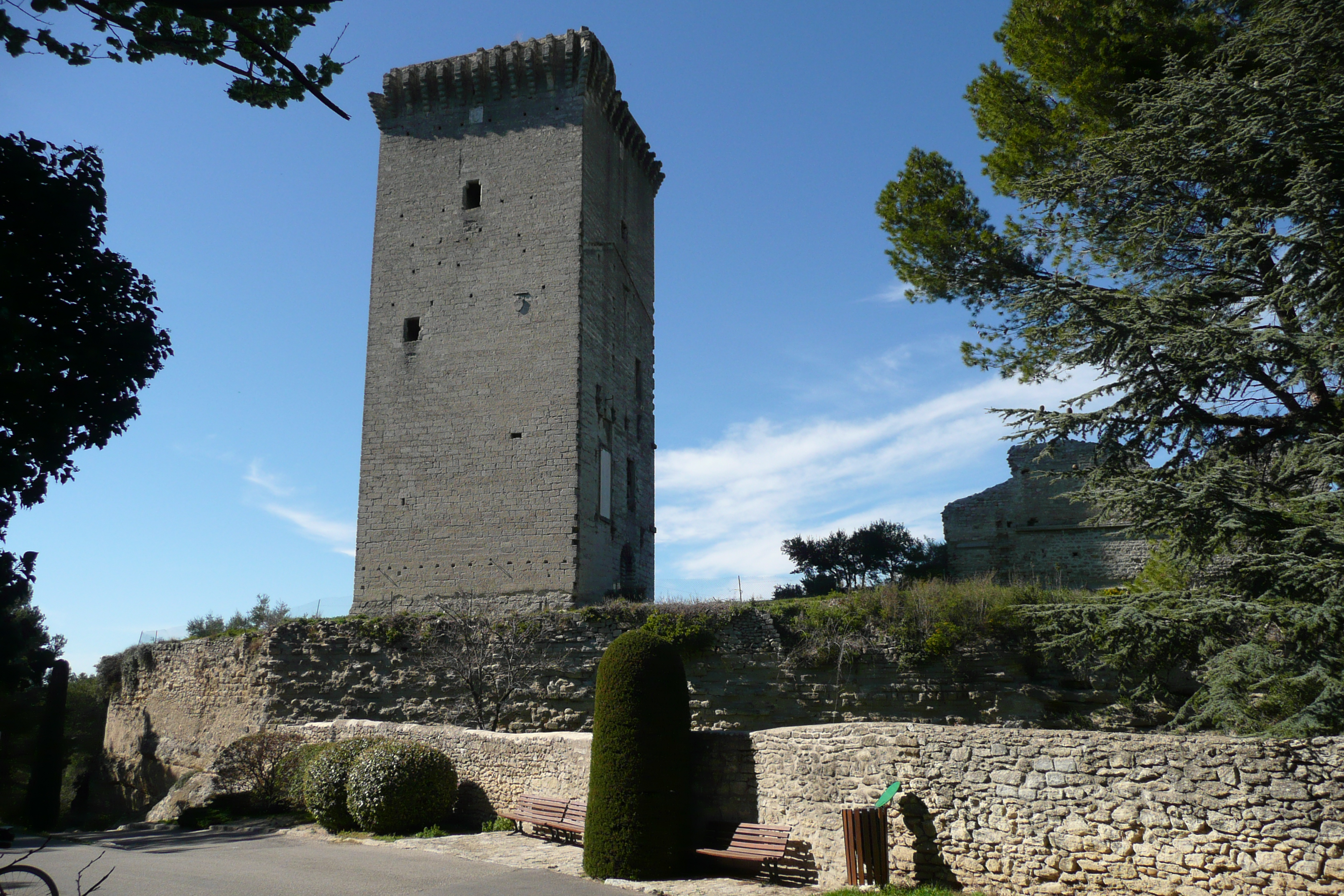
La Tour Anglica à Barbentane

Il naquit à Grisac, dans le diocèse de Mende, au cœur du Gévaudan. Il était le fils de  Guillaume II  Grimoard et d’Amphélise de Montferrand.

### Chanoine de Saint-Ruf
Tandis que son frère entrait chez les bénédictins du Monastier, près de Chirac, il fut placé chez les chanoines réguliers de saint Augustin de Saint-Ruf à Valence. Protégé par la Maison d’Aigrefeuille, une famille limousine apparentée à Clément VI, sa carrière fut calquée sur celle de son aîné. Nommé auditeur de la Sainte Rote par Innocent VI en 1357, il devint prieur de Saint-Pierre-de-Die l’année suivante. Elle aurait pu s’arrêter là si son frère n'était devenu pape.

### Vicaire général d'Avignon en butte aux Grandes Compagnies
Le 12 décembre 1362, il fut nommé responsable par son frère de l’évêché d’Avignon dont il fut le vicaire général. Responsable du diocèse d’Avignon, Anglic Grimoard combla de ses bienfaits l’abbaye de Saint-Ruf d'Avignon, maison mère de celle de Valence. Au cours de l’année 1363, les mercenaires libérés par l’une des nombreuses trêves de la Guerre de Cent Ans, descendirent la vallée du Rhône. Les États de Provence ordonnèrent la mise en défense de chaque ville. Le vicaire général fit alors mettre en chantier la Tour Anglica à Barbentane. 
Dans le courant du mois de mars 1363, les Grandes Compagnies ravagèrent le Languedoc. À tel point que, le 29 août, Urbain V écrivit au lieutenant général du roi, Arnoul d'Audeneham, pour excuser l’absence, à la prochaine réunion des États du Languedoc à Nîmes, de Pierre d'Aigrefeuille, évêque d’Uzès, et d’Anglic  Grimoard. Le pape invoqua comme prétexte que ces deux prélats étaient occupés par ses affaires. 
Il est vrai que le pape avait chargé son frère de transmettre, sous deux mois, à la Révérende Chambre Apostolique la décime accordée à Jean II le Bon pour la croisade à laquelle il devait participer avec le roi de Chypre, Pierre Ier de Lusignan.

### Du service divin au service du vin
Tout danger passé, le 11 juillet 1364, Urbain V, après conseil du chapitre de son église autorisa son frère à disposer à sa volonté de la Vinea Vespalis d’Avignon. Au début de l’année 1365, Anglic donna procuration à Isnard Garin et à Sicard du Fresne pour modifier le privilège de l’évêque d’Avignon et de son Église sur ce vignoble urbain. Le 25 mars, Sicard du Fresne, en tant que procureur épiscopal, désigna trois Juifs pour l’estimer. Enfin le 10 juillet, par bulle, Urbain V autorisa son frère à exempter ses feudataires des charges de ces vignes. 
Il fallut se remettre à l’ouvrage un an plus tard. En effet, en 1366, eut lieu la première invasion historiquement connue de sauterelles en Provence. Ce fut après leur passage qu’Anglic et Jean Pellegrin, jardinier pontifical, firent planter une immense muscadière, aux portes d’Avignon, à Champfleury, sur l’emplacement du cimetière des pestiférés de 1348.

### Cardinal et légat pontifical en Italie

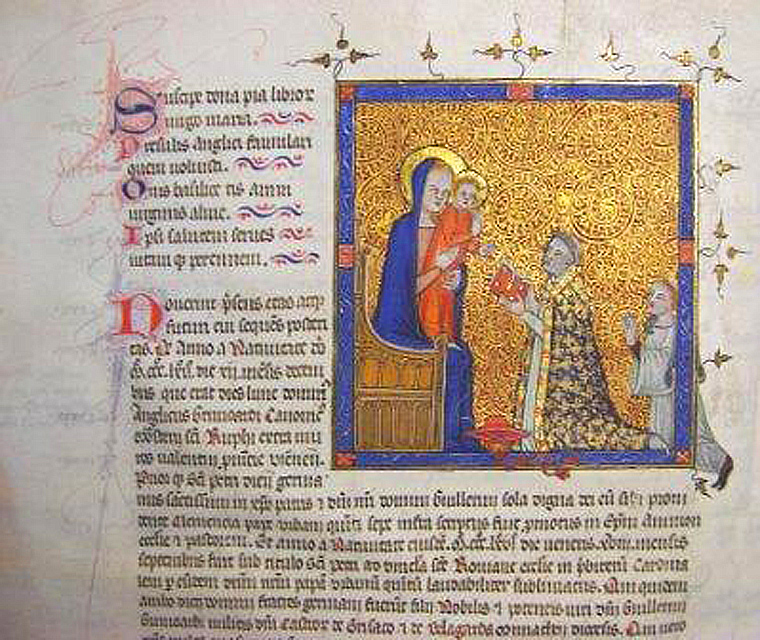
Page du terrier d'Anglic de Grimoard

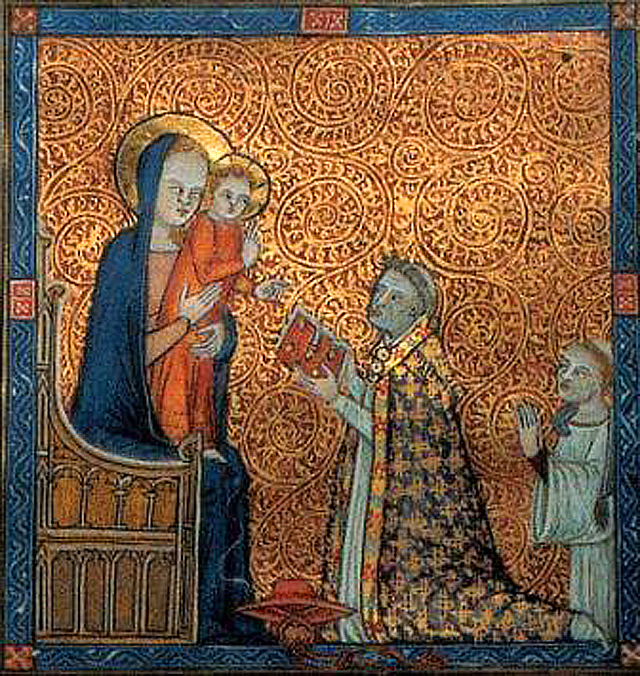
Portrait d'Anglic Grimoard offrant son terrier à la Vierge et l'Enfant

Devenu doyen du chapitre cathédral d’York, en 1366, cette même année, Anglic reçut son chapeau de cardinal au titre de Saint-Pierre-aux-Liens, lors du consistoire du 18 septembre. La Livrée d’Anglic  Grimoard était située dans l’ancien monastère des Dames de Saint-Laurent. C’est aujourd’hui le siège de l’Hôtel de Ville d’Avignon sur la place de l’Horloge. Un an plus tard, Urbain V lui accordait le titre d'évêque suburbicaire d’Albano. 
Ce fut à cette période qu'il fit réaliser un terrier. Celui-ci possède une enluminure exceptionnelle. Elle représente la Vierge et l'Enfant Jésus devant lesquels sont agenouillés Anglic Grimoard tenant dans ses mains le terrier dans un geste d'offrande et, derrière lu, le clavaire Sicard du Fraisse, auteur de l'ouvrage. La miniature est l'œuvre de Bernard de Toulouse et d'une certaine Marie. L'ensemble est daté entre 1366 et 1368.
Son frère l’envoya alors en Italie, dans le Patrimoine de Saint-Pierre, en tant que légat et vicaire au temporel. Il résida à Bologne de mars 1368 à juillet 1371. Ce fut au cours de ce séjour, en 1370, qu’il se vit honorer du titre d’archiprêtre de la basilique patriarcale du Latran. Cette même année il procéda à la translation des reliques de Saint Elzéar de Sabran, à laquelle participa l'Abbé Paul Atanulphi, de l'Abbaye Notre-Dame de Valsaintes

### Croisade contre les Visconti

La Guivre : blason des Visconti

Le retour de la papauté à Rome voulu par Urbain V ne fut pas du goût de tous. Au cours du mois d’avril 1368, Barnabé Visconti et Can Signorio, seigneur de Vérone, avaient envahi la région de Mantoue. 
Dans le même temps, pour rencontrer officiellement sa Sainteté, l’empereur germanique, roi d’Italie, faisait sa calata, cette visite si redoutée des cités de la péninsule. Charles IV de Luxembourg était d’ailleurs arrivé à Padoue le 17 mai.
Le pape avait espoir que l'empereur prit la tête de sa croisade anti-Visconti. Le 12 juin, Charles IV arriva à Figheruola où il fut rejoint par le cardinal Anglicus à la tête des troupes pontificales puis par celles de la reine Jeanne. Pétrarque, lui-même quitta Arqua pour se rendre à Udine auprès de l'empereur afin de participer à la guerre contre les Visconti. 
Mais le 27 août 1368, pour se débarrasser de l’affaire milanaise, l’empereur Charles VI fit conclure une trêve avec Barnabò Visconti. Le cardinal de Grimoard rejoignit son frère à Montefiascone. Le pape dégoûté lui fit part de son intention de retourner à Avignon et de lui confier la direction des États pontificaux italiens.

### Protecteur des moniales
De retour à Avignon, en 1372, dix ans après le passage des Tard-Venus, le cardinal Grimoard prit sous sa protection deux couvents de moniales où ils avaient commis vols et viols. Celui des Dames de Sainte-Croix à Roussillon, dont les religieuses étaient réfugiées depuis dans le château de Gargas, et celui des bénédictines de Notre-Dame de Fours, près de Sauveterre. 
Pour les premières, il fit bâtir à l’intérieur d’Apt un nouveau couvent et son église, pour les secondes, il les installa à Avignon dans un monastère placé sous l’invocation de saint Marguerite et elles reçurent du cardinal un bras de sainte Lucie dans un reliquaire d’argent.

### Dévot d’Elzéar et Delphine de Sabran
En 1373, le cardinal Anglicus fit élever pour Elzéar de Sabran, comte d’Ariano et parrain de son frère aîné, un splendide mausolée, dans le couvent des cordeliers d’Apt. Treize ans plus tôt, il avait fait l’éloge funèbre de sa veuve Delphine, la sainte comtesse. Ce prince de l’Église était partisan de l’École Delphinienne pour laquelle l’ordinaire de la vie devait être vécu de façon extraordinaire. 

### Dernières missions du cardinal Anglicus

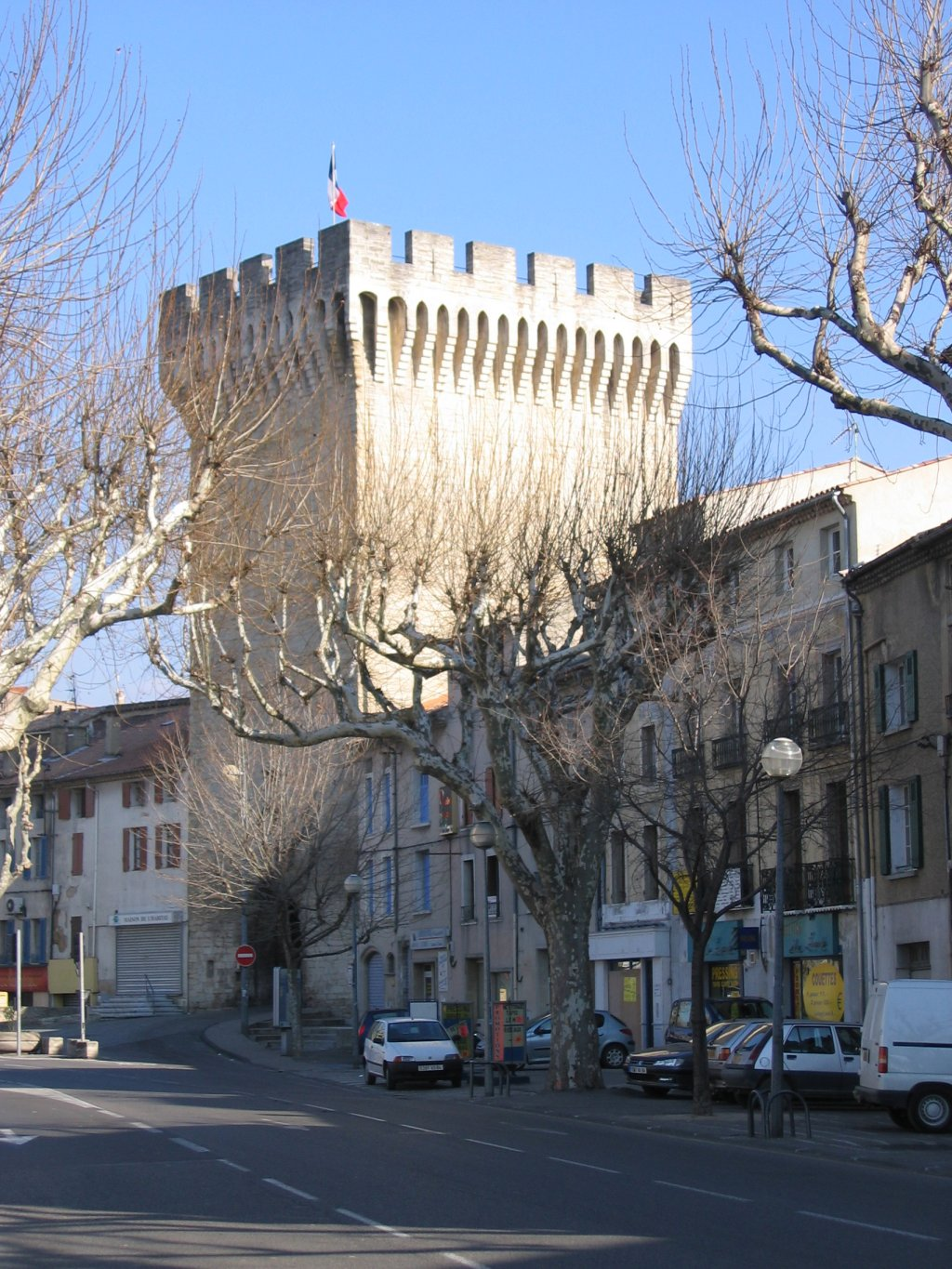
La Porte d'Orange, unique vestige des remparts de Carpentras

Le 6 mai 1376, en prévision du départ de Grégoire XI vers Rome, en compagnie du cardinal Pierre d’Estaing, il concéda à ferme la gabelle des vins d’Avignon à Jean de Baroncelli. 
En 1379, après la révolte de Montpellier contre la rapacité de Louis d’Anjou, Clément VII députa auprès du roi ses légats sous la conduite du cardinal Anglicus. Charles V comprit leurs arguments et ordonna la clémence à son frère d’Anjou. 
Sa dernière mission fut liée au financement des travaux de fortification de Carpentras. Le Sacré Collège fit savoir au clergé de la capitale du Comtat Venaissin qu’il était imposé de 5 000 florins, l’évêque devant, quant à lui, en donner 2 000. Suffoqué, Pierre de la Plotte fit appel à Clément VII qui lui délégua, le 28 février 1381, le cardinal  Grimoard. Attentif à la détresse du pauvre évêque il accepta que la contribution épiscopale fût réduite à 1 400 florins, la différence étant répartie sur la tête du bas-clergé.
Il testa le 11 avril 1388 et décéda trois jours plus tard. Il fut inhumé à Saint-Ruf de Valence.

## Anecdote
Anglic  Grimoard fut l’un des rares cardinaux à ne jamais participer à un conclave. Lors de l’élection de Grégoire XI, en décembre 1370, il était en légation en Italie, pour celles d’Urbain VI, à Rome, en avril 1378, et de Clément VII, à Fondi, en septembre de la même année, il faisait partie des cardinaux restés à Avignon.

## Héraldique
| Anglic Grimoard | Les armes du cardinal Anglic Grimoard étaient de gueules au chef émanché d’or, de quatre pièces. |